# Hudson Yards
Hudson Yards é um desenvolvimento imobiliário em Nova Iorque, nos Estados Unidos, sob construção desde 2012. Uma parceria entre empreiteiras e autoridades municipais, o projeto engloba a expansão de linhas férreas e a construção de arranha-céus em um centro comercial e residencial, a um custo estimado de 15 bilhões de dólares. A revista Fortune descreveu o empreendimento como "uma cidade dentro de uma cidade", e o maior projeto de construção civil da história dos Estados Unidos. Construído por cima de linhas férreas - que continuarão operacionais - e túneis e às margens do Rio Hudson, o centro comercial e residencial central ao projeto ocupa uma área de 11 ha, sendo descrito como um dos maiores desafios de engenharia civil da história de Nova Iorque.

## Parques
A plataforma sobre a qual o desenvolvimento está sendo construído incluirá uma praça pública de 20 000 m2. No meio da praça está localizado o Vessel, uma estrutura de 16 andares de escadas independentes e conectadas, projetadas por Thomas Heatherwick.